# Trachyphonus
A Trachyphonus a madarak (Aves) osztályának a harkályalakúak (Piciformes) rendjébe, ezen belül a Lybiidae családjába tartozó nem. Alcsaládjának az egyetlen neme.

## Rendszertani besorolásuk
A Trachyphonus-fajokat a Lybiinae taxonnév alatt, korábban a tukánfélék (Ramphastidae) családjába, később pedig a bajuszosmadárfélék (Capitonidae) közé sorolták be. Azonban manapság ez a madárnem, Lybiinae alcsaládbeli fajokkal együtt, megkapták a saját afrikai elterjedésű madárcsaládjukat.
Ezek a madarak azért nyerték el a külön alcsaládba való besorolásukat, mivel viselkedési és életmódi szempontokból, különböznek a rokon Lybiinae-fajoktól. Amíg a Lybiinae-fajok a fák lombkoronái között élnek és táplálkoznak, addig a Trachyphonus-fajok a nyíltabb térségeket részesítik előnyben, és gyakran a talajon keresik táplálékukat.

## Rendszerezés
Az alcsaládba az alábbi 1 nem és 5 faj tartozik:
- Trachyphoninae
  - Trachyphonus Ranzani, 1821
    - füles gyöngymadár (Trachyphonus darnaudii) (Prévost & Des Murs, 1847)
    - Trachyphonus erythrocephalus (Cabanis, 1878)
    - gyöngymadár (Trachyphonus margaritatus) (Cretzschmar, 1826)
    - Trachyphonus purpuratus J. Verreaux & E. Verreaux, 1851
    - tarajos gyöngymadár (Trachyphonus vaillantii) Ranzani, 1821 - típusfaj

A füles gyöngymadár egyik alfaját, a Trachyphonus darnaudii usambiro-t, egyes ornitológusok önálló fajként tartanak számon. Azonban ezzel más kutatók nem értenek egyet.
A kora és középső miocén korszakok között élt, európai Capitonides nevű fosszilis madár, valamint a középső miocén korszaki, „CMC 152” ideiglenes megnevezésű kéztőcsontot és kézközépcsontot összekötő distális rész, melyet a franciaországi La Grive-Saint-Alban lelőhelyen találtak meg, egyesek ebbe a madárnembe sorolnak be; ámbár mások ezt a besorolást is elvetik. A „CMC 152” nemigen hasonlít a Capitonidesra, sőt inkább a mai óvilági Lybiidae-fajokra emlékeztet.

## Fordítás
- Ez a szócikk részben vagy egészben  a   Trachyphonus című angol Wikipédia-szócikk ezen változatának fordításán alapul.  Az eredeti cikk szerkesztőit annak laptörténete sorolja fel. Ez a jelzés csupán a megfogalmazás eredetét és a szerzői jogokat jelzi, nem szolgál a cikkben szereplő információk forrásmegjelöléseként.